# Eh, Eh (Nothing Else I Can Say)
«Eh, Eh (Nothing Else I Can Say)» es una canción interpretada por la cantante estadounidense Lady Gaga, escrita por ella y Martín Kierszenbaum, quien también se encargó de la producción de la misma, e incluida en el álbum de estudio debut de la cantante, The Fame, de 2008. Fue lanzada como sencillo en enero de 2009 en algunos mercados internacionales, y destaca en el disco por su estilo influenciado por el synthpop y el europop de los años 90. 
En palabras de la cantante, la canción trata sobre la ligereza emocional al aceptar el final de una etapa o relación, sin resentimientos ni dolor. Aunque fue elogiada por su carácter ligero y melódico, la canción recibió críticas mixtas. Algunos críticos la consideraron refrescante, destacando similitudes con el grupo Ace of Base, mientras que otros la calificaron como «una canción de relleno» o carente de energía en comparación con otros temas del disco. Comercialmente, «Eh, Eh» tuvo una buena recepción en Europa y Oceanía, alcanzando el top 15 en territorios como Australia, Dinamarca, Francia, Nueva Zelanda y Suecia. También obtuvo varias certificaciones de oro por sus ventas, consolidándose como un éxito menor dentro del repertorio de Gaga. 
El videoclip de «Eh, Eh (Nothing Else I Can Say)», dirigido por Joseph Kahn, tiene una temática inspirada en los años 1950 con un estilo italoestadounidense, en el que Gaga buscó reflejar «un lado más femenino y doméstico» de sí misma. Como parte de la promoción, la cantante incorporó la canción al repertorio de sus giras The Fame Ball Tour y The Monster Ball Tour, además de presentaciones en festivales y programas de televisión.

## Antecedentes y lanzamiento
«Eh, Eh (Nothing Else I Can Say)» fue escrita por Gaga junto a Martin Kierszenbaum, quien también se encargó de la producción. La grabación tuvo lugar en los estudios Cherrytree Recording en Santa Mónica, California. En 2005, Kierszenbaum fundó Cherrytree Records junto con Jimmy Iovine, entonces presidente de Interscope Records. Tras firmar con varios artistas, trabajó con Gaga —aún desconocida en ese momento— en su álbum debut The Fame, produciendo y escribiendo cuatro canciones, incluida la homónima del disco. Una de esas canciones fue «Eh, Eh (Nothing Else I Can Say)». Durante la grabación, Gaga creó el apodo «Cherry Cherry Boom Boom» para el productor, quien lo mantuvo en las cuatro canciones en las que trabajaron juntos y, con el tiempo, Kierszenbaum continuó utilizándolo en sus futuros proyectos. Entre otros colaboradores en la canción se encuentran Tony Ugval, responsable de la ingeniería de audio; Robert Orton, quien se encargó de la mezcla; y Gene Grimaldi, que realizó la masterización en los estudios Oasis Mastering en Burbank, California.
«Eh, Eh (Nothing Else I Can Say)» se lanzó por primera vez en Nueva Zelanda el 10 de enero de 2009 y, posteriormente, en Australia el 30 de enero del mismo año. El 15 de enero de 2009, el sitio web oficial de Gaga confirmó que «Eh, Eh» sería un sencillo para el mercado australiano. Ese mismo día, se publicó un remix oficial en su página, seguido poco después por otro remix que incluía la portada oficial del sencillo. El 5 de marzo de 2009, se lanzó un remix de Pet Shop Boys, titulado «Random Soul Synthetic Mix», que estuvo disponible para descarga gratuita en el sitio web australiano de Gaga. Más tarde, el músico de synth-pop Frankmusik remixó la pista para el álbum The Remix de Gaga, lanzado en 2010. Este remix destacó por manipular las voces de Gaga y dotarlas de una cualidad onírica, según comentó Nicki Escuedo de Phoenix New Times.

## Composición y grabación
Gaga explicó que la letra de «Eh, Eh (Nothing Else I Can Say)» trata sobre el amor, describiéndola como «mi canción pop sencilla sobre encontrar a alguien nuevo y romper con el antiguo novio». El escritor James E. Perone comentó en su libro The Album: A Guide to Pop Music's Most Provocative, Influential, and Important Creations que, a través de la letra, Gaga mantiene un enfoque en las relaciones transitorias. Aunque intenta suavizar el impacto al comunicarle a su antiguo amante que ha encontrado a alguien más, la repetición constante de «no hay nada más que pueda decir» refuerza la naturaleza pasajera de la relación descrita. Musicalmente, «Eh, Eh (Nothing Else I Can Say)» se destaca como una balada en comparación con las demás canciones del álbum, caracterizadas por un estilo orientado al dance. Está influenciada por el synth-pop y el bubblegum pop de los años 80, además de incorporar, según The Washington Post, un gancho similar al «Eh, Eh» del sencillo «Umbrella» de Rihanna.
De acuerdo con la partitura publicada por Sony/ATV Music Publishing, la canción está compuesta en un compás de 4/4, con un tempo moderado de 94 pulsaciones por minuto. La interpretación vocal de Gaga abarca desde B3 hasta C♯5, con la canción en la tonalidad de mi mayor (E mayor) y siguiendo la progresión de acordes E–B–F♯m–E–B–F♯m.

## Recepción

Gaga interpretando «Eh, Eh» en su gira The Monster Ball Tour.

### Comentarios de la crítica
La canción recibió comentarios mixtos por parte de los críticos de música contemporánea. Alexis Petridis, del periódico británico The Guardian, señaló que «Eh, Eh» tiene influencias del europop de la década de los 90 y comentó que «es la primera canción en mucho tiempo que justifica las comparaciones con Ace of Base». Matthew Chisling del portal web Allmusic dio una crítica negativa de la canción, argumentando que «se siente seca y sin vida en el disco». Sal Cinquemani de la revista en línea Slant Magazine comentó que «el ambiente y  comportamiento de "Eh, Eh" es difícil de comprar cuando está intercalada entre canciones como "Beautiful, Dirty, Rich" y "Poker Face"».
Evan Sawdey de la revista en línea PopMatters comentó que «la canción es el momento más embarazoso en el disco, y como resultado, arruina el "ambiente de fiesta de la niña mala"». Joey Guerra, crítico del periódico estadounidense Houston Chronicle, dijo que «"Eh, Eh" hubiera sido un asesino único de las Spice Girls». Genevieve Koski de The A.V. Club criticó las capacidades vocales de la cantante en la canción. Jon Caramanica del periódico The New York Times calificó a la canción como «deslucida». Catherine P. Lewis de The Washington Post comentó que la canción «es una balada animada». Christina Martin de The Meridian Star sintió que «Eh, Eh» junto con «Summerboy» —canción incluida en The Fame— son canciones pop optimistas. Matt Busekroos de Quinnipiac Chronicle pensó que, para él, «Eh, Eh» simplemente es una canción de relleno.

### Desempeño comercial
En América del Norte, a pesar de no ser lanzado como sencillo allí, entró en la principal lista de Canadá, la Canadian Hot 100; la canción debutó en la semana del 21 de febrero de 2009 en el puesto número 68, donde se mantuvo solamente una semana.
«Eh, Eh (Nothing Else I Can Say)» tuvo una buena recepción en Europa. En Suecia, la canción debutó en el puesto número veinte durante la edición del 2 de abril de 2009 de la lista elaborada por la Sverigetopplistan. Luego de unas semanas, alcanzó el puesto número 2, donde se mantuvo una sola semana. Luego de ello, la IFPI le otorgó el reconocimiento de disco de oro, por haber logrado vender más de 10 000 copias legales en el país. En Francia, la canción debutó en el séptimo puesto, siendo su mejor posición en la lista. Por otro lado, el sindicato nacional de la edición fonográfica (SNEP) publicó una lista con los sencillos más vendidos del 2009, en la cual «Eh, Eh (Nothing Else I Can Say)» logró quedar en el puesto número 66. En Dinamarca, el sencillo debutó en el puesto número 28, y, luego de unas semanas, llegó a la posición número 14. En 2011, fue certificado como disco de oro por la IFPI, tras vender 15 000 copias legales en el país. En la semana del 3 de octubre de 2009, «Eh, Eh» debutó en el puesto 35 en la lista de sencillos de los Países Bajos. Semanas después, logró llegar al número 12, donde se mantuvo una sola semana.
En Oceanía, «Eh, Eh (Nothing Else I Can Say)» consiguió una buena recepción. De manera específica, en Australia, la canción debutó, durante la semana del 18 de enero de 2009, en el puesto número 38 de la lista Australian Singles Chart. En la edición del 1 de marzo de 2009, la canción logró llegar la puesto n.º 15, donde se mantuvo dos semanas consecutivas. Un tiempo después, la ARIA, empresa de certificaciones discográficas de Australia, le otorgó el reconocimiento de disco de oro, al vender más de 35 000 copias pagas. Al final del año 2009, «Eh, Eh (Nothing Else I Can Say)» quedó en el puesto número 81 de los sencillos más vendidos del año en el país. Por otro lado, en Nueva Zelanda, la canción debutó en el puesto número 40 durante la semana del 19 de enero de 2009. Luego de unas semanas, logró llegar al puesto n.º 9 y se mantuvo durante tres semanas consecutivas. «Eh, Eh» fue certificado como disco de oro en dicho país, otorgado por la RIANZ, por haber vendido más de 7 500 copias legales.

## Vídeo musical

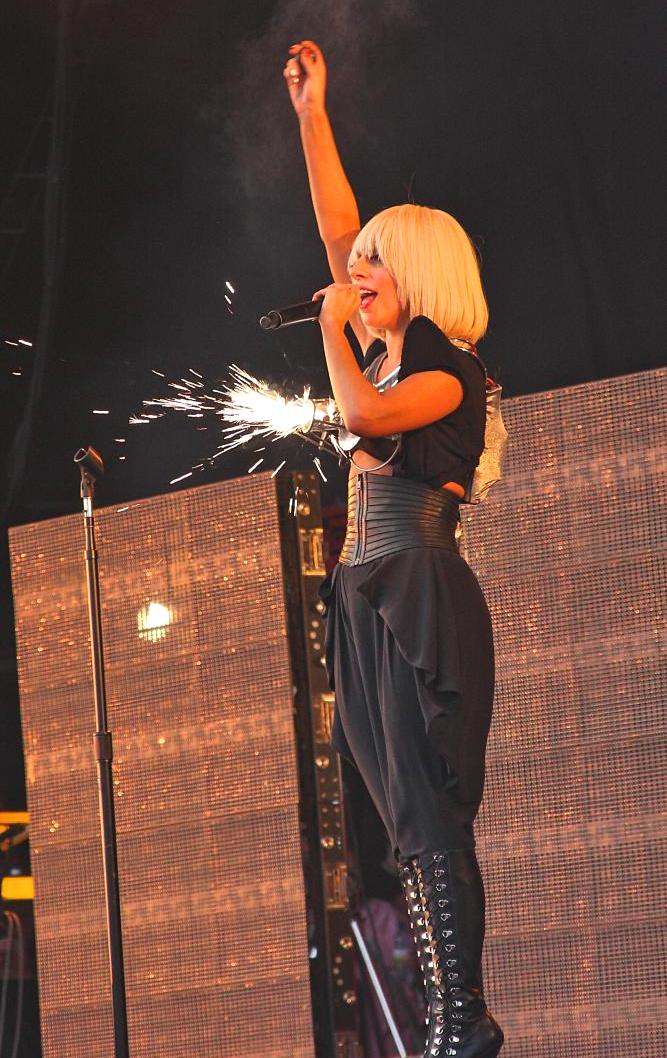
Gaga cantando «Eh, Eh» en el Festival de Glastonbury de 2009.

### Producción
El videoclip de «Eh, Eh (Nothing Else I Can Say)», dirigido por Joseph Kahn, está inspirado en los años 1950 italoestadounidenses. Fue grabado junto con el video de «LoveGame» durante el fin de semana del 9 al 10 de enero de 2009 en Los Ángeles, California. Sobre el concepto, Gaga declaró que buscaba un enfoque opuesto a su estilo habitual en cuanto a la moda, eligiendo un vestuario basado en tonos amarillos. Asimismo, declaró que: 

«Quería mostrar un lado diferente de mí, quizás uno más doméstico y femenino. Y quería crear una imaginería futurista de los años 50, hermosa y deslumbrante, que se grabara en la mente de todos».

### Trama
El video comienza mostrando escenas de la Pequeña Italia, un ícono de la Virgen y el Niño, y a Gaga conduciendo una Vespa. Los primeros veinte segundos presentan tomas de hombres, Gaga y la ciudad. Luego, la cantante recorre el lugar con amigos, riendo y bromeando en un restaurante mientras está de pie sobre el asiento de una silla. Más adelante, aparece caminando con sus amigos al ritmo de la canción, mirando a la cámara. Otras escenas muestran a Gaga durmiendo en una cama, despertando para revelar unos tacones rosados, y cantando mientras cocina para un hombre en una casa, todo ello mientras baila. En otro momento, plancha ropa mientras el hombre grita por teléfono. Los dos grandes daneses arlequines, que también aparecen en el video de «Poker Face» y «LoveGame», hacen una breve aparición. En la escena final, Gaga se recuesta en un sofá con las piernas sobre el hombre. En una de las últimas tomas, aparece con un vestido amarillo hecho de flores y un reloj amarillo, cantando con un peinado único: su cabello está recogido y doblado hacia arriba. La cámara cierra regresando a la escena de ella en la cama.

### Recepción pública y crítica
David Balls de Digital Spy describió el video como «brillante y despreocupado» y destacó el homenaje de Gaga a sus raíces italoestadounidenses en el video. Similar a su análisis del sencillo, Moralde de Slant Magazine opinó que el video complementa la composición simple de la canción. Según él, mientras los videos de sus primeros sencillos, «Just Dance» y «Poker Face», establecieron la identidad de Gaga, el video de «Eh, Eh» marcó una transición desde la persona original de Stefani Germanotta hacia el personaje de Lady Gaga. Moralde explicó: 

«Lo impactante del video es cuánto parece que Lady Gaga está actuando. Tiene un tono nostálgico y onírico, ambientado en una estilizada y pastelosa Pequeña Italia de los años 50. Utiliza estereotipos visuales como chefs con bigote, hombres rudos con camisetas ajustadas, simpáticas Vespas y platos de espaguetis con albóndigas. El efecto acumulativo es que la Gaga de los videos previos se siente como la auténtica, mientras que la Gaga en "Eh, Eh" es simplemente un personaje que interpreta».

Una opinión similar tuvo Chris Kingston de The Harvard Crimson, quien señaló que el video demuestra que «la alocada chica fiestera que conocemos tiene un lado sorprendentemente femenino y hogareño». Por otro lado, Carol Vernallis, en The Oxford Handbook of Sound and Image in Digital Media, dividió la personalidad de Gaga en tres arquetipos, siendo el de «Eh, Eh» el de «la amiga cercana, alguien con una imagen accesible y un aire de vecina amigable».

## Presentaciones en vivo

Gaga interpretando la canción en su gira The Fame Ball Tour.

Gaga interpretó «Eh, Eh (Nothing Else I Can Say)» por primera vez en su primera gira, The Fame Ball Tour, «Eh, Eh» fue parte del segundo segmento del espectáculo. En estas presentaciones, Gaga usó un leotardo blanco con placas y rayas negras en forma de relámpagos, acompañado por un sombrero hecho de fichas de dominó apiladas. Al finalizar la interpretación de «Money Honey», Gaga aparecía en el escenario junto al productor Space Cowboy, montada en una Vespa, justo cuando comenzaba la música de «Eh, Eh». Los fondos del escenario mostraban relámpagos que contrastaban con el carácter soleado de la canción. Gaga interpretaba la canción en su versión original, acompañada por las vocales de DJ Space Cowboy, quien estaba a un lado del escenario controlando la música. Durante el coro, Gaga invitaba al público a cantar y mover los brazos con ella. The New York Times calificó esta presentación en vivo como carente de energía, mientras que The Hollywood Reporter destacó su misterio, mencionando que «en una era de exceso de información, una de las cosas más refrescantes de Gaga es su aura de misterio. Con frecuencia se escondía detrás de gafas oscuras, y sus frases semi-robotizadas e incomprensibles en el escenario hicieron poco por revelar quién es realmente esa Lady».
En 2009, Gaga también presentó «Eh, Eh (Nothing Else I Can Say)» durante el Festival de Glastonbury. Aunque el espectáculo formaba parte de The Fame Ball Tour, incorporaba elementos diferentes a los de las fechas habituales. Durante esta presentación, Gaga lució un sostén pirotécnico que emitía chispas y pequeñas llamas desde el área del pecho mientras interpretaba el coro de la canción. En septiembre de 2009, Gaga apareció en el programa de televisión francés Taratata, donde interpretó «Eh, Eh» en el piano mientras llevaba una máscara roja. La canción también formó parte de la versión original de The Monster Ball Tour, en la que simbolizaba el renacimiento de Gaga. Durante esta actuación, descendía desde lo alto del escenario entre luces blancas y niebla mecánica, vistiendo un giroscopio gigante llamado «The Orbit», desarrollado por el equipo creativo Haus of Gaga. Sin embargo, «Eh, Eh (Nothing Else I Can Say)» fue retirada del repertorio a principios de 2010.

## Formatos yremixes
- Descarga digital

| «Eh, Eh (Nothing Else I Can Say)» |                                                                            |          |  |
| N.º                               | Título                                                                     | Duración |  |
| 1.                                | «Eh, Eh (Nothing Else I Can Say)» (versión beatboxing y piano electrónico) | 3:03     |  |

| Remixes EP — Francia |                                                                            |          |  |
| N.º                  | Título                                                                     | Duración |  |
| 1.                   | «Eh, Eh (Nothing Else I Can Say)» (versión del álbum)                      | 2:57     |  |
| 2.                   | «Eh, Eh (Nothing Else I Can Say)» (Pet Shop Boys Remix)                    | 2:53     |  |
| 3.                   | «Eh, Eh (Nothing Else I Can Say)» (Bollywood Remix)                        | 3:29     |  |
| 4.                   | «Eh, Eh (Nothing Else I Can Say)» (FrankMusik "Cut Snare Edit" Remix)      | 3:50     |  |
| 5.                   | «Eh, Eh (Nothing Else I Can Say)» (versión beatboxing y piano electrónico) | 3:03     |  |
| 6.                   | «Eh, Eh (Nothing Else I Can Say)» (Mattafix Remix)                         | 3:21     |  |
| 7.                   | «Eh, Eh (Nothing Else I Can Say)» (Random Soul Synthetic Remix)            | 5:29     |  |
| 8.                   | «Eh, Eh (Nothing Else I Can Say)» (Pet Shop Boys Extended Mix)             | 6:31     |  |

- Sencillo en CD

| Remixes EP — Australia |                                                       |          |  |
| N.º                    | Título                                                | Duración |  |
| 1.                     | «Eh, Eh (Nothing Else I Can Say)» (versión del álbum) | 2:57     |  |
| 2.                     | «Poker Face» (Space Cowboy remix)                     | 4:56     |  |

| Remixes EP — Francia |                                                                 |          |  |
| N.º                  | Título                                                          | Duración |  |
| 1.                   | «Eh, Eh (Nothing Else I Can Say)» (versión del álbum)           | 2:57     |  |
| 2.                   | «Eh, Eh (Nothing Else I Can Say)» (Pet Shop Boys Remix)         | 2:49     |  |
| 3.                   | «Eh, Eh (Nothing Else I Can Say)» (Random Soul Synthetic Remix) | 5:27     |  |

## Posicionamiento en listas

### Semanales
| Australia          | Australian Singles Chart  | 15 |
| Bélgica (Wallonia) | Ultratip 40 Singles       | 60 |
| Canadá             | Canadian Hot 100          | 68 |
| Dinamarca          | Danish Singles Chart      | 14 |
| Eslovaquia         | Radio Top 100 Chart       | 67 |
| Francia            | French Singles Chart      | 7  |
| Hungría            | Hungarian Singles Chart   | 8  |
| Nueva Zelanda      | New Zealand Singles Chart | 9  |
| Países Bajos       | Dutch Top 40              | 12 |
| República Checa    | Radio Top 100 Chart       | 6  |
| Suecia             | Swedish Singles Chart     | 2  |
| Europa             | European Hot 100          | 40 |

### Certificaciones
| País           | Organismo certificador | Certificación | Ventas certificadas | Ref.   |
| -------------- | ---------------------- | ------------- | ------------------- | ------ |
| Australia      | ARIA                   | Platino       | 70 000              | [ 30 ] |
| Dinamarca      | IFPI Dinamarca         | Oro           | 7500                | [ 25 ] |
| Estados Unidos | RIAA                   | Oro           | 500 000             | [ 58 ] |
| Nueva Zelanda  | RIANZ                  | Oro           | 7500                | [ 34 ] |
| Suecia         | IFPI                   | Oro           | 10 000              | [ 20 ] |

### Anuales
| Australia | Australian Singles Chart | 81 |
| Francia   | French Singles Chart     | 66 |

## Historial de lanzamientos
| País          | Fecha                   | Formato                           | Ref.          |
| ------------- | ----------------------- | --------------------------------- | ------------- |
| Nueva Zelanda | 10 de enero de 2009     | Descarga digital                  | [ 59 ]        |
| Australia     | 30 de enero de 2009     | Descarga digital y sencillo en CD | [ 52 ] [ 60 ] |
| Dinamarca     | 3 de marzo de 2009      | Descarga digital                  | [ 61 ]        |
| Suecia        | 16 de marzo de 2009     | Descarga digital                  | [ 62 ]        |
| Italia        | 16 de marzo de 2009     | Descarga digital                  | [ 63 ]        |
| Reino Unido   | 11 de enero de 2009     | Descarga digital                  | [ 64 ]        |
| Francia       | 7 de septiembre de 2009 | Sencillo en CD                    | [ 65 ]        |

## Créditos y personal
- Lady Gaga: Composición, letra, voz
- Martín Kierszenbaum: Composición, producción.
- Robert Orton: Masterización.
- Tony Ugval:  Ingeniero de audio.
- Candice Lawler: Fotografía.

Fuente: Discogs.